# 哈特蘭鎮區 (愛荷華州沃思縣)
哈特蘭鎮區（英語：Hartland Township）是位於美國愛荷華州沃思縣的一個行政鎮區。

## 地方資料
根據2010年美國人口普查的數據，哈特蘭鎮區的面積為74.35平方千米，當中陸地面積為74.35平方千米，而水域面積為0.00平方千米。當地共有人口262人，而人口密度為每平方千米3.52人。